# 후사인 이븐 알리

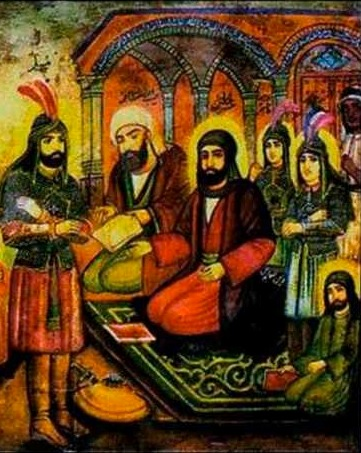

후사인 이븐 알리 이븐 아비 탈리브(아랍어: الحسين بن علي بن أبي طالب Ḥusayn ibn ‘Alī ibn Abī Tālib[*], 625년 10월 10일 ~ 680년 10월 10일)는 이슬람 시아파의 제3대 이맘이다. 아버지는 알리 이븐 아비 탈리브이며, 어머니는 파티마 자흐라이다.
그는 680년 10월 10일 카르발라 전투에서 죽임을 당했다. 후사인의 죽음은 우마이야 왕조의 정통성을 약화시켰을 뿐 아니라 끝내 압바스 혁명을 통해 우마이야 왕조를 전복시키는데 일조하였다.
무아위야의 지지자들을 제외한 모든 이슬람 단체는 후세인을 무함마드의 손자이자 동반자로 소중히 여긴다. 많은 무슬림과 비무슬림, 특히 시아파는 카르발라 기념일을 애도한다. 시아파는 그를 억압에 대한 투쟁의 상징으로 간주된다.

## 삶
여러 역사적 출처에서 후세인이 태어난 해를 언급한다. 그의 생일은 종종 목요일 저녁이라고 한다. 하산과 후세인의 출생 간격은 6개월 10일, 10개월 22일, 1년 2개월이다. 대부분의 역사적 자료에는 후세인이 5 Sha'ban 4 AH / 기원전 626년 1월 10일에 태어났다고 적혀 있다.
후세인은 인생의 첫 7년을 할아버지와 함께 보냈다. 무함마드는 그와 그의 형제에 대해 이렇게 말했다. "하산과 후사인은 낙원의 젊은이들의 주인이다." 후세인의 어린 시절의 가장 중요한 사건 중 하나는 무바힐라 사건에 참여하고 무바힐라의 구절에서 (우리 아이들)이라고  것이다.
알리 이븐 아비 탈리브의 통치 기간 동안 그는 전쟁에 동행했다. 그런 다음, 그는 무아위야 1세와 그의 형제의 평화 조약을 고수했고 무아위야 1세에 대해 어떠한 조치도 취하지 않았다. 그러나 그는 이슬람의 평화 조약과 이단에 반대하여 야지드를 왕세자로 받아달라는 무아위야의 요청을 고려하고 받아들이지 않았다.
무아위야 1세 가 죽은 후 그는 야지드 1세에게 충성을 맹세하지 않았고 가족과 함께 메카로 가서 4개월 동안 머물렀다. 대부분이 시아파인 쿠파 사람들은 무아위야의 죽음에 기뻐했고 후세인에게 더 이상 베냐민 족의 통치를 용납하지 않을 것이며 당신에게 충성을 맹세하기를 원한다고 편지를 보냈다.
후세인은 조사를 위해 사촌을 그곳으로 보냈다. 그러다가 쿠파의 새로운 통치자 때문에 사람들은 겁에 질려 그를 내버려 두었다. 쿠파에서 무슨 일이 일어났는지 모른 채 후세인은 쿠파를 향해 발걸음을 옮겼다. 길 한복판에서 호르가 지휘하는 쿠파 군대는 쿠파로 향하는 대상 경로를 차단했으며, 이는 AH 61년 무하람의 둘째 날 카르발라에 도달했다. 무하람 3일째부터 우마르 이븐 사드의 지휘 하에 군대가 쿠파에서 이 지역으로 진입했다. 아슈라는 무하람 10일 아침에 후세인은 군대를 준비하고 야지드 군대에게 자신의 위치와 이유를 상기시켰다.
그러나 사단장은 야지드에게 충성을 맹세해야 한다고 말했다.
그는 "나 같은 사람은 야지드 같은 사람에게 절대 항복하지 않을 것"이라고 대답했다.
그리하여 카르발라 전투가 시작되었고, 후세인과 그의 동료들은 죽고 그의 가족은 포로로 잡혔다. 그의 여동생은 그녀의 연설로 사람들과 군대를 후회하게 만들었다. 몇 년 후 사람들은 살인자들에게 반란을 일으켰다.
사람들은 이 사건을 교훈으로 오늘날까지 결코 잊지 않고 있다.

## 윤리적 특성

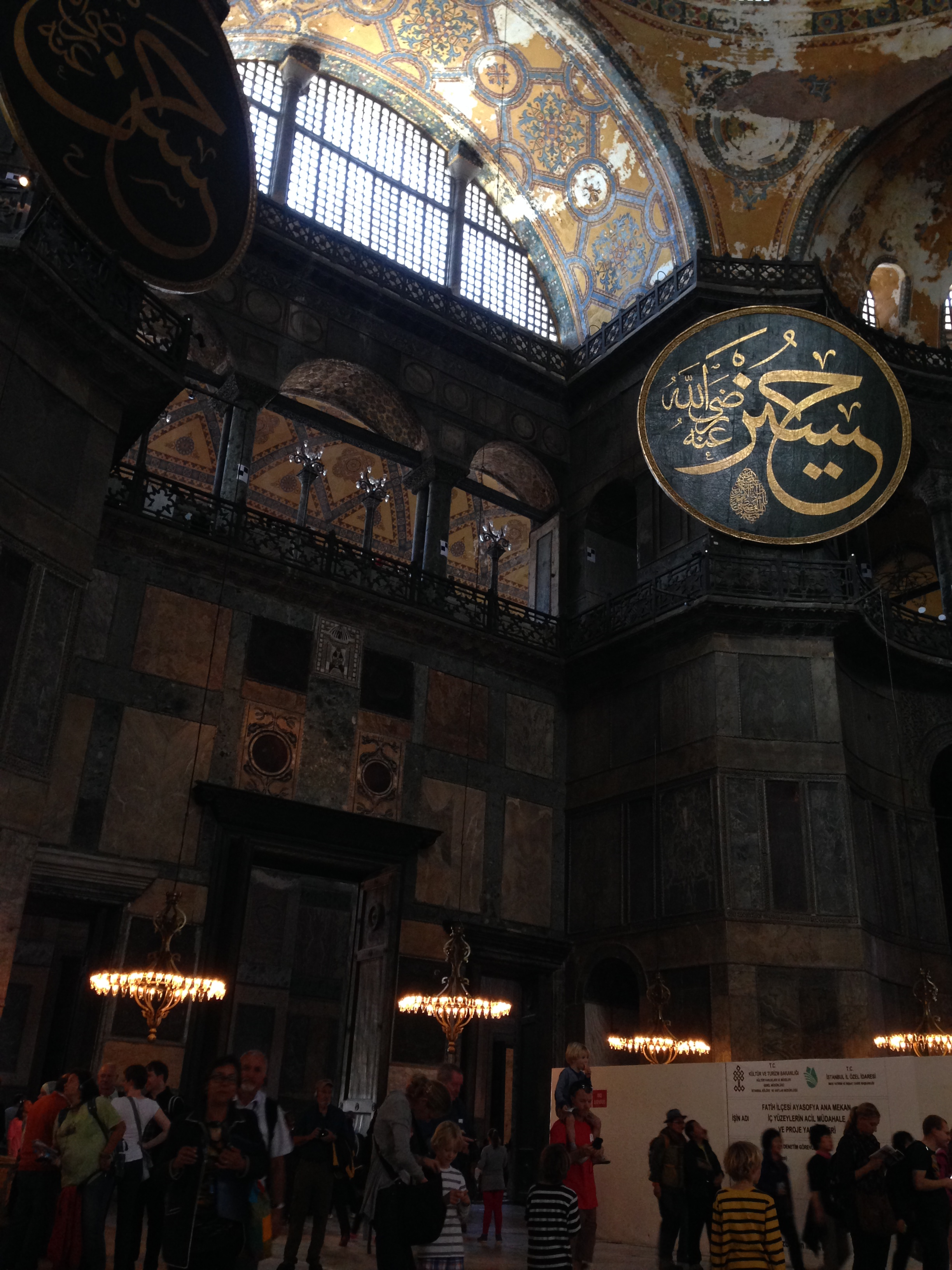
이스탄불 모스크 벽에 새겨진 후세인의 이름.

그들과 함께 먹고 자기 집에 초대하여 먹였다. 암르 이븐 알-아스 (무아위야 1세의 고문)는 그를 하늘의 사람들이 지구인 중 가장 사랑하는 것으로 여겼다.
후사인의 도덕적 특성 중에는 겸손, 웅변, 그리고 궁극적으로 그의 행동에서 추론할 수 있는 특성, 예를 들어 죽음을 얕잡아 보는 것, 부끄러운 삶에 대한 증오, 자부심이 있다. 후세인은 메디나에서 그의 관대함으로 유명했다.

## 꾸란과 하디스에서
많은 수니파와 시아파 학자들은 알인산(인간)을 해석할 때 그것이 계시된 이유를 알리와 파티마, 그리고 그들의 아이들의 질병에 대한 이야기와 회복을 위한 서약 때문이라고 한다.
무함마드 후사인 타바타베는 다음과 같이 말한다. 무바힐라 사건은 한편으로는 이슬람의 예언자와 그의 가족과 다른 한편으로는 나즈란의 기독교인 사이의 대결에 관한 이야기다. 타바타베는 내레이션에 따르면 (우리 아이들)이 무바할라 하산과 후사인의 구절에서 의미되었다고 말한다.

### 후세인의 운명에 대한 뉴스
알아흐카프의 15절은 많은 고통과 고통을 견디는 임산부에 대해 이야기한다. 이 구절은 파티마에 대한 언급으로 간주되며 아이도 후세인으로 간주된다. 그 때 하나님은 이 손자의 운명에 대해 무함마드에게 조의를 표했다.
하나님은 후세인의 살해에 대해 이전 선지자들에게 알려주셨다.

## 애도와 추모

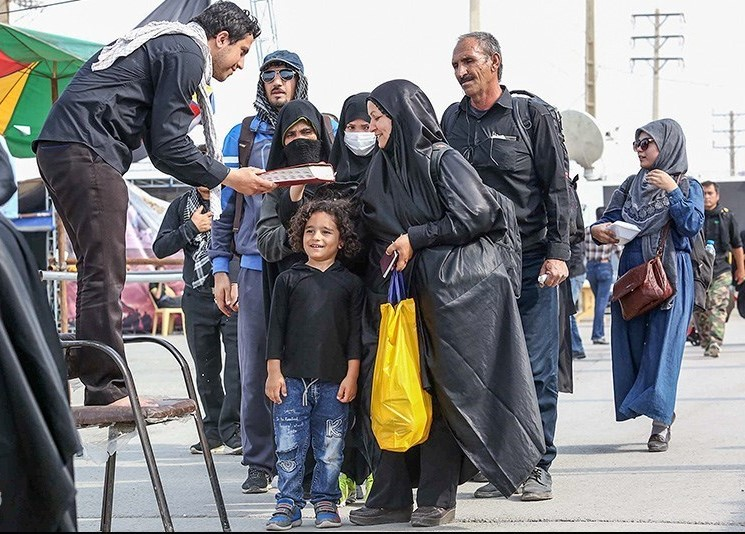
이 행사에서 현지인들은 후세인에 대한 사랑 때문에 다른 사람들에게 무료 음식과 무료 숙박 시설을 제공한
다.

매년 무슬림과 비무슬림들은 그를 애도한다. 걷기는 많은 국가에서 이루어진다. 11월 20일에 가장 큰 행진은 매년 이라크에서 열리며 인원은 1,400만~3,000만 사이다.

## 무덤
카르발라에 있는 후세인의 무덤은 서기 900년에 확장되었다. 이 장소는 원래 로고로 표시되었다. 카르발라 시는 서기 1000년 그의 무덤 옆에 세워졌다.

## 참고 문헌
- Gordon, Matthew (2005). 《The Rise Of Islam》. Greenwood Press. ISBN 0-313-32522-7.
- Madelung, Wilferd (1997). 《The Succession to Muhammad: A Study of the Early Caliphate》. Cambridge University Press. ISBN 0-521-64696-0.
- Baqian, Morteza (2012). "Ashura's place in genesis of Islamic Revolution of Iran". Islamic Revolution Document Center. Archived from the original on 10 September 2016. Retrieved 27 July 2016.
- Nakash, Yitzhak (1 January 1993). "An Attempt To Trace the Origin of the Rituals of Āshurā¸". Die Welt des Islams. 33 (2): 161–181. doi:10.1163/157006093X00063. Archived from the original on 15 August 2016. Retrieved 19 July 2016.
- al-Qarashi, Baqir Shareef (2007). The life of Imam Husain. Qum: Ansariyan Publications.